# Massacre de Maragha

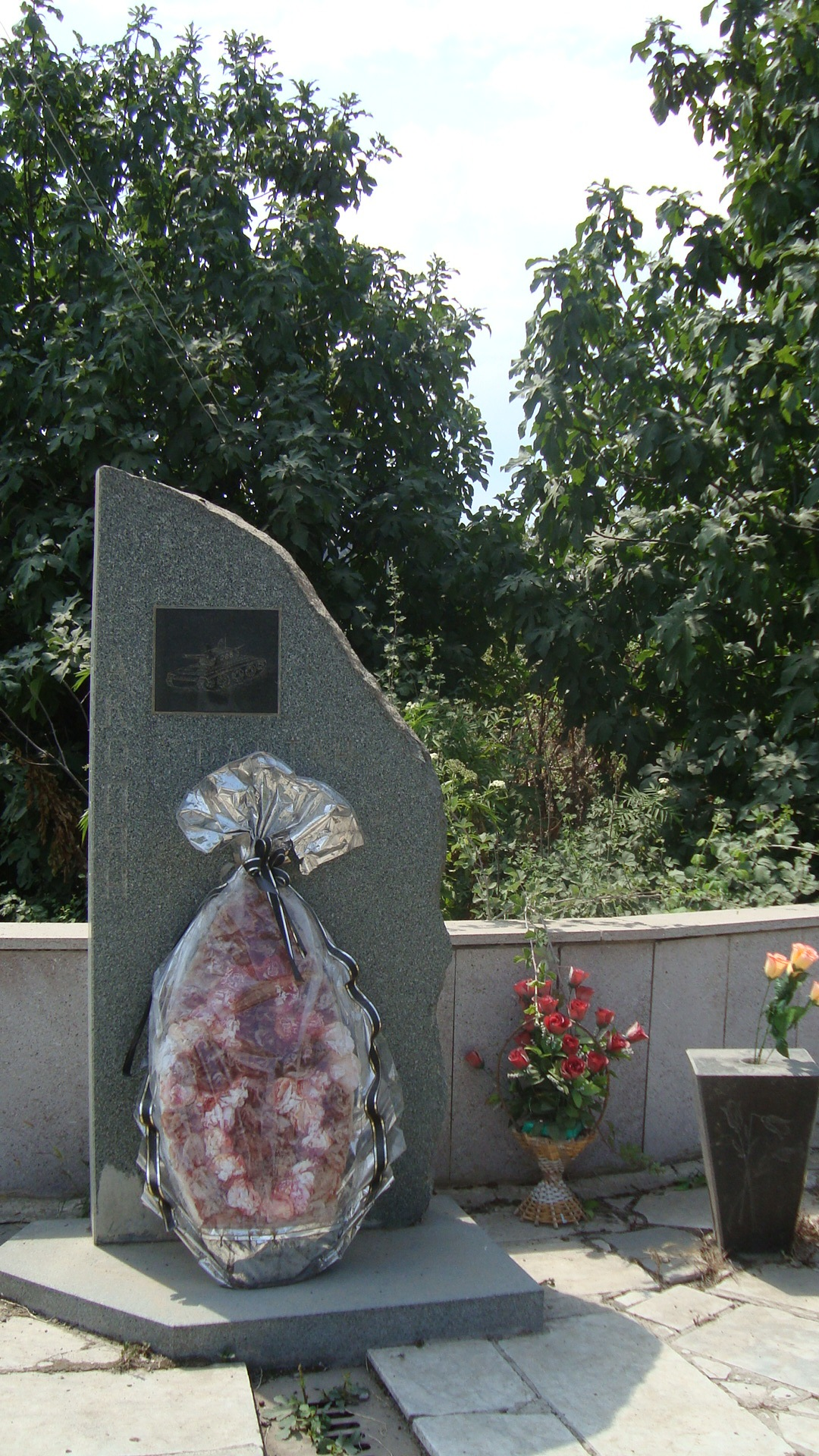
Monument de Nor Maragha en l'honneur des défenseurs arméniens du village de Maragha.

Le massacre de Maragha (en arménien Մարաղայի կոտորած) ou Maraga est le massacre d'Arméniens par des troupes azerbaïdjanaises survenu le 10 avril 1992 lors de la prise du village de Maragha, dans le contexte de la guerre du Haut-Karabagh,. Les estimations quant au nombre des victimes arméniennes et des villageois enlevés divergent, mais la majorité des sources mentionne le meurtre d'au moins 40 civils et la prise en otage de 53 civils, dont 19 ne sont jamais revenus,,.
Les motifs du massacre restent troubles, bien qu'il ait pu s'agir de représailles à la suite du massacre de Khodjaly en février de la même année.

## Attaque du village
Une enquête préliminaire menée par Human Rights Watch (HRW, Helsinki Watch) et publiée en 1992 a reconstitué les événements ayant conduit à l'attaque sur Maragha. Il ressort du témoignage d'un combattant arménien que les détachements d'auto-défense arméniens, incapables de tenir leurs positions lors de l'attaque azerbaïdjanaise du 10 avril, furent forcés de battre en retraite vers un lieu dominant le village, tandis que les civils étant restés dans celui-ci, principalement des personnes âgées ou incapables de se déplacer, se réfugièrent dans des caves et abris souterrains. Les Azerbaïdjanais prirent le village le même jour, mais il fut repris par les Arméniens le lendemain ; à cette occasion, ceux-ci rapportèrent y avoir trouvé les corps de 43 civils, dont certains sans yeux ou sans tête, et entendirent que plusieurs autres avaient été pris en otage. Les corps furent alors enterrés dans une fosse commune près du village.

## Enquêtes
Le nombre des victimes varie. Un rapport d'Amnesty International de 1993 indique 45 victimes. Selon Gevorg Petrossian, président de l'Assemblée nationale du Haut-Karabagh, il y aurait eu 53 victimes (dont vraisemblablement les 43 civils susmentionnés, et bien que la manière dont les civils ont été différenciés des combattants ne soit pas claire). HRW mentionne en outre en 1992 la prise de 50 otages arméniens de Maragha.
La baronne Caroline Cox, membre de la Chambre des lords, à la tête d'une délégation, a constaté les dommages et rencontré des témoins, et a déclaré qu'après l'attaque, les forces azerbaïdjanaises ont décapité une quarantaine de villageois, ont pillé et brûlé la localité et enlevé une centaine de femmes et d'enfants. Un rapport plus détaillé a été publié en 1993.